# St. Martin (Zschopau)

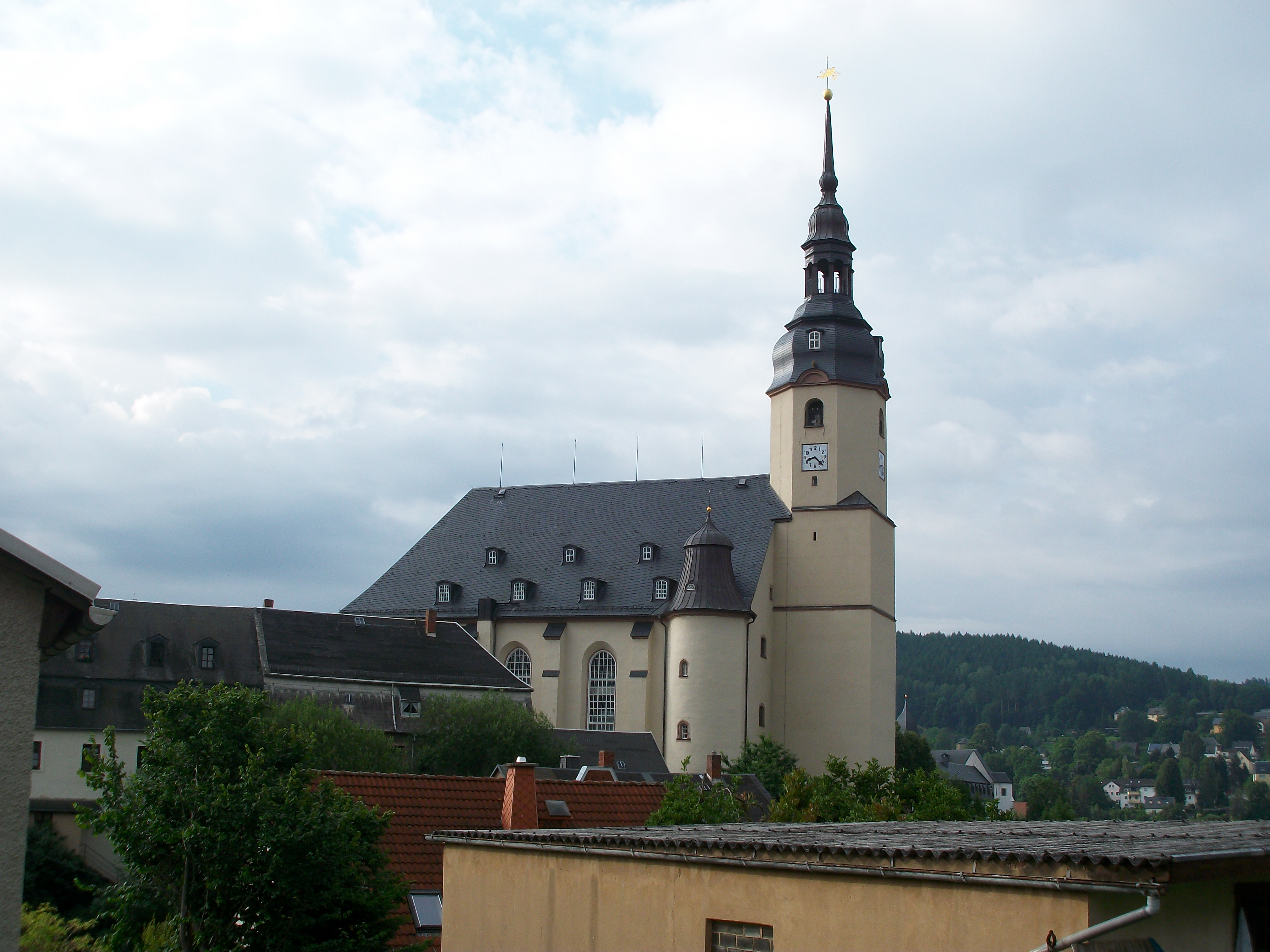
St. Martin (Zschopau)

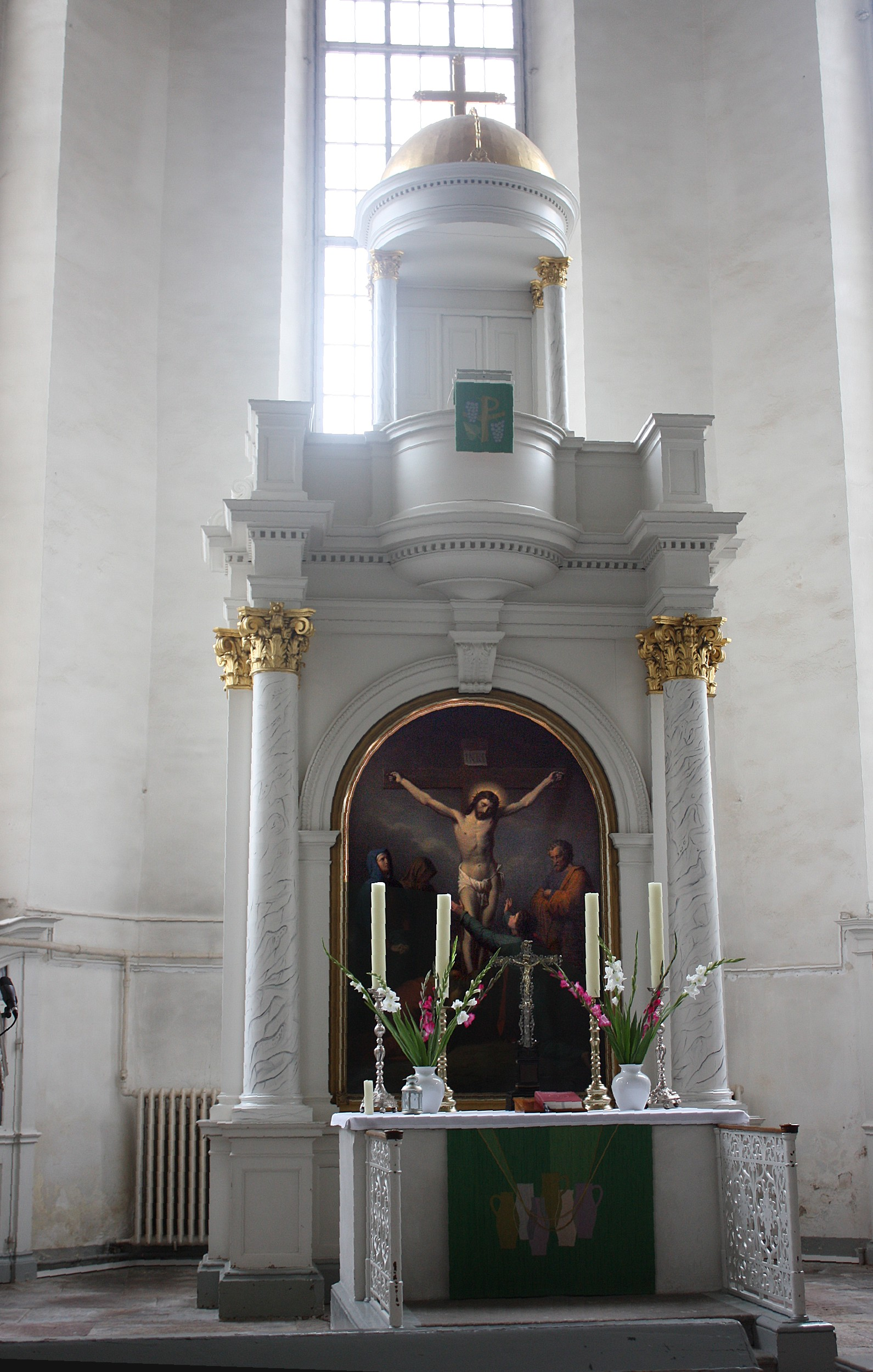
Altar

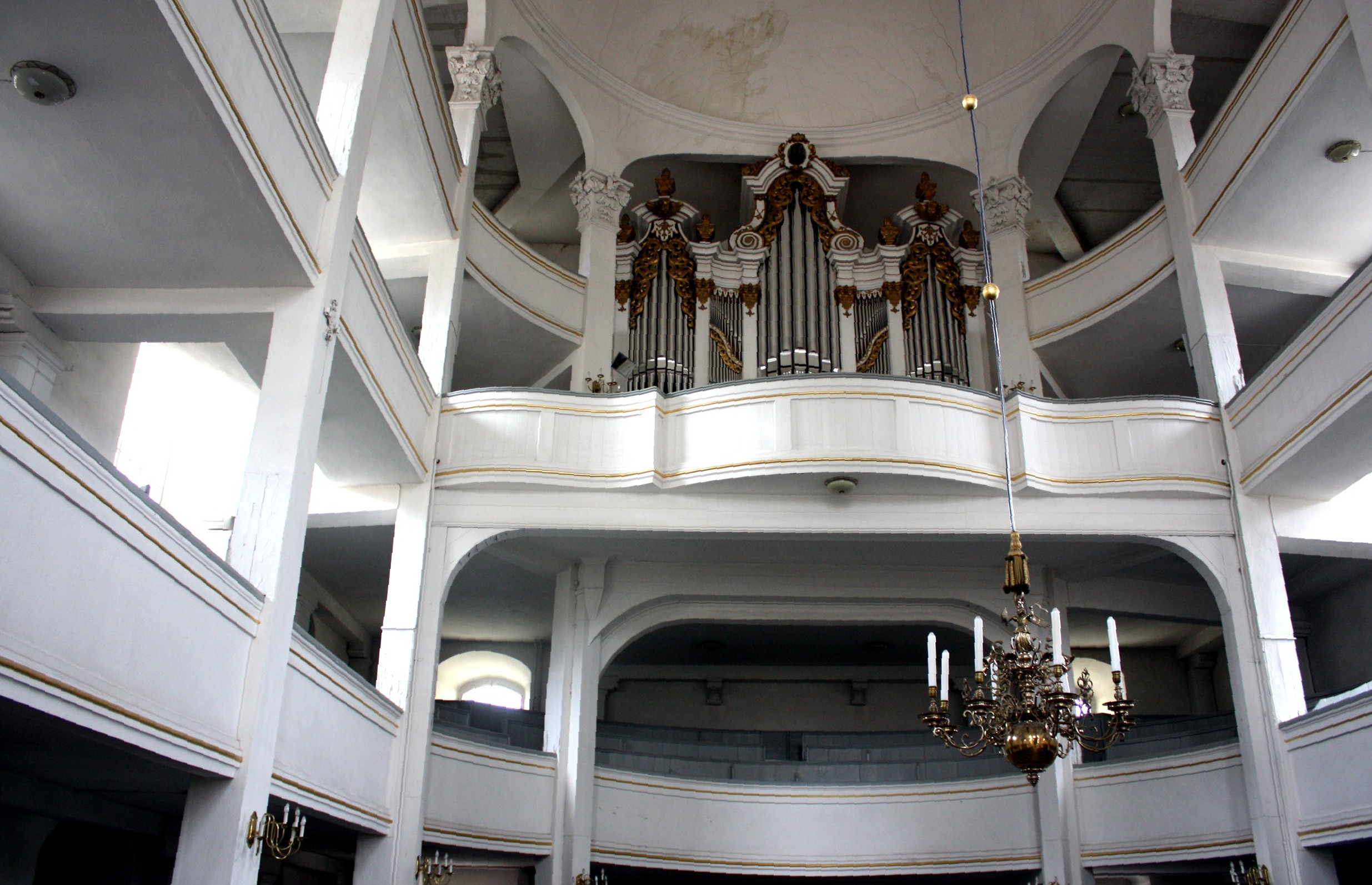
Blick zur Orgel

Die evangelische Stadtkirche St. Martin in Zschopau im Erzgebirgskreis in Sachsen ist im Mauerwerk gotisch, innen aber eine barocke Emporenhalle. Sie gehört zur Kirchengemeinde St. Martin Zschopau im Kirchenbezirk Marienberg der Evangelisch-Lutherischen Landeskirche Sachsens.

## Geschichte und Architektur
Die stattliche Saalkirche von 1494 wurde beim Stadtbrand im Jahr 1748 schwer beschädigt und in den Jahren 1750/51 mit spätbarocken Formen im Innern von Johann Gottlieb Ohndorff aus Freiberg wiederaufgebaut, wobei das mittelalterliche äußere Erscheinungsbild weitgehend beibehalten wurde. Umbauten wurden in den Jahren 1857/58 durch Carl Ferdinand und Gustav Uhlig ausgeführt. Im Jahr 1905 wurde das Innere durch Johann Carl Rößler ausgemalt. Restaurierungen des Äußeren erfolgten in den Jahren 1960–70, des Inneren im Jahr 1971. Das verputzte Bauwerk ist mit dreiseitig geschlossenem Chor und Strebepfeilern versehen, die Fenster teils mit Spitzbögen. Der Westturm stammt aus der Umbauphase von 1688–70 und ist im unteren Teil von quadratischem Grundriss nahezu ohne Gliederung, im oberen Teil oktogonal mit einer barocken Haube mit wohlproportionierter Laterne als Abschluss. An der Nordwestecke ist ein Treppenturm mit geschweifter Ecke angeordnet. Je zwei weitere Treppenhäuser sind im Norden und im Süden angebaut. Das helle Innere wird durch die drei im Oval angelegten Emporengeschosse von beachtlicher Größe und zentralisierender Wirkung bestimmt. Das Muldengewölbe ist mit ornamentalen Malereien von 1857 ausgestaltet.

## Ausstattung
Das Hauptstück der Ausstattung ist ein schlichter, aber wohlproportionierter Kanzelaltar nach Plänen des Architekten Hartmann aus den Jahren 1857/58, unter der Kanzel ist ein Kreuzigungsgemälde von Johann Carl Georg Bähr angeordnet. Die Taufe aus verschiedenfarbigem Marmor mit reich geschnitztem Holzdeckel stammt aus dem Jahr 1751. Eine spätgotische Sakramentsnische stammt aus der Zeit um 1500.
Die beachtenswerte Orgel mit reich profiliertem Prospekt ist ein Werk von Jacob Oertel aus den Jahren 1753/55 mit heute 35 Registern auf zwei Manualen und Pedal, die nach mehrfachen Änderungen 1996 durch Georg Wünning restauriert wurde, wobei noch etwa 80 % des Pfeifenwerks original erhalten ist.